# 丹波竹田駅
丹波竹田駅（たんばたけだえき）は、兵庫県丹波市市島町中竹田字中嶋にある、西日本旅客鉄道（JR西日本）福知山線の駅である。

## 歴史
- 1899年（明治32年）7月15日：阪鶴鉄道の柏原駅 - 福知山南口駅（のちの福知駅）間延伸により竹田駅として開業[1][2]。旅客・貨物取扱開始[2]。
- 1904年（明治37年）11月3日：阪鶴鉄道の福知駅 - 福知山駅間が延伸開業。
- 1907年（明治40年）8月1日：阪鶴鉄道が国有化され、国有鉄道の駅になる[2]。
- 1909年（明治42年）
  - 10月1日：福知駅廃止により、隣の駅が福知山駅となる。
  - 10月12日：線路名称制定。阪鶴線所属駅となる。
- 1911年（明治44年）11月1日：丹波竹田駅に改称[1][2]。
- 1912年（明治45年）3月1日：線路名称改定。阪鶴線の福知山駅以南が福知山線に改称し、当駅もその所属となる。
- 1962年（昭和37年）10月1日：貨物取扱廃止[2]。
- 1973年（昭和48年）4月1日：荷物扱い廃止[4]。駅員無配置駅となる[3]。運転扱い要員は継続配置[5]。
- 1987年（昭和62年）4月1日：国鉄分割民営化により、西日本旅客鉄道（JR西日本）の駅となる[2]。
- 1992年（平成4年）4月1日：篠山口鉄道部発足により、その管轄となる。
- 2009年（平成21年）6月1日：篠山口鉄道部廃止に伴い福知山支社直轄に戻され、篠山口駅の被管理駅となる。
- 2021年（令和3年）3月13日：ICカード「ICOCA」の利用が可能となる[6]。
- 2022年（令和4年）10月1日：組織改正により、全線が近畿統括本部福知山管理部の管轄になり、福知山駅の被管理駅となる。

## 駅構造
相対式ホーム2面2線を有する地上駅で、列車交換が可能である。1番のりば側の線路を上下本線とした一線スルーの配線となっているため、上下線とも基本的には1番のりばを通り、2番のりばは行き違いを行う列車のみが使用する。なお、どちらのホームも両方向からの入線・発車が可能である。駅舎は北西の1番のりば側に立地し、反対側の2番のりばへは北端の跨線橋で連絡している。
福知山駅が管理する無人駅である。駅舎内には、かつて駅員が配置された頃に使われていた出札窓口や改札口がそのまま残っている。2番のりばには待合室が設置されている。
駅舎内に男女別水洗トイレおよび多目的トイレが設置されている。2021年3月13日より、ICOCAなどの交通系ICカードに対応した。
1番ホームに100kmポストが立っている。これは宝塚駅 - 新三田駅間の複線電化による線路付替え前の区間を経由していた頃のものである。

### のりば
| のりば | 路線     | 方向 | 行先             |
| ------ | -------- | ---- | ---------------- |
| 1・2   | 福知山線 | 下り | 福知山方面       |
| 1・2   | 福知山線 | 上り | 篠山口・三田方面 |

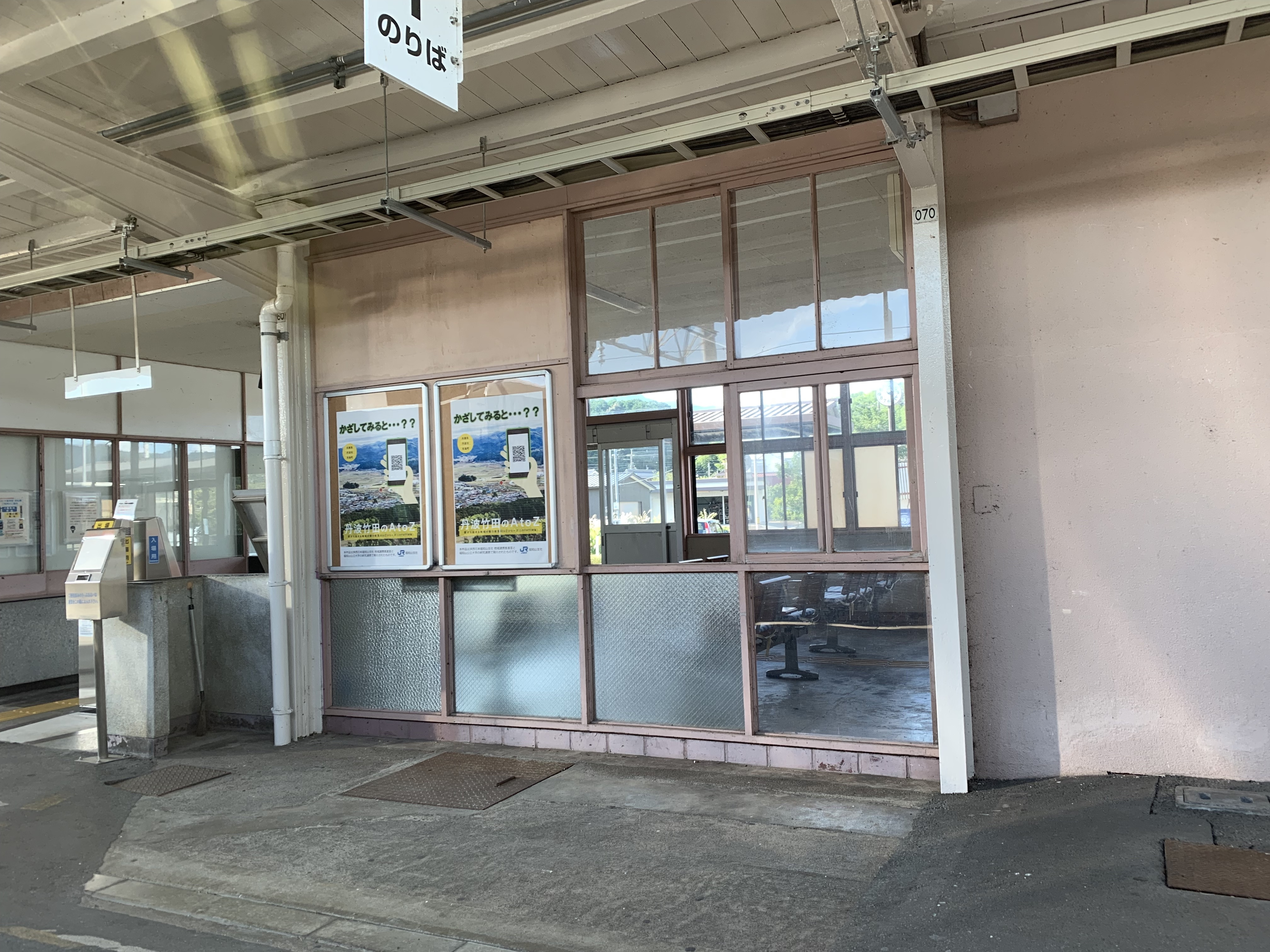
ホームから見た駅舎内（2021年10月）
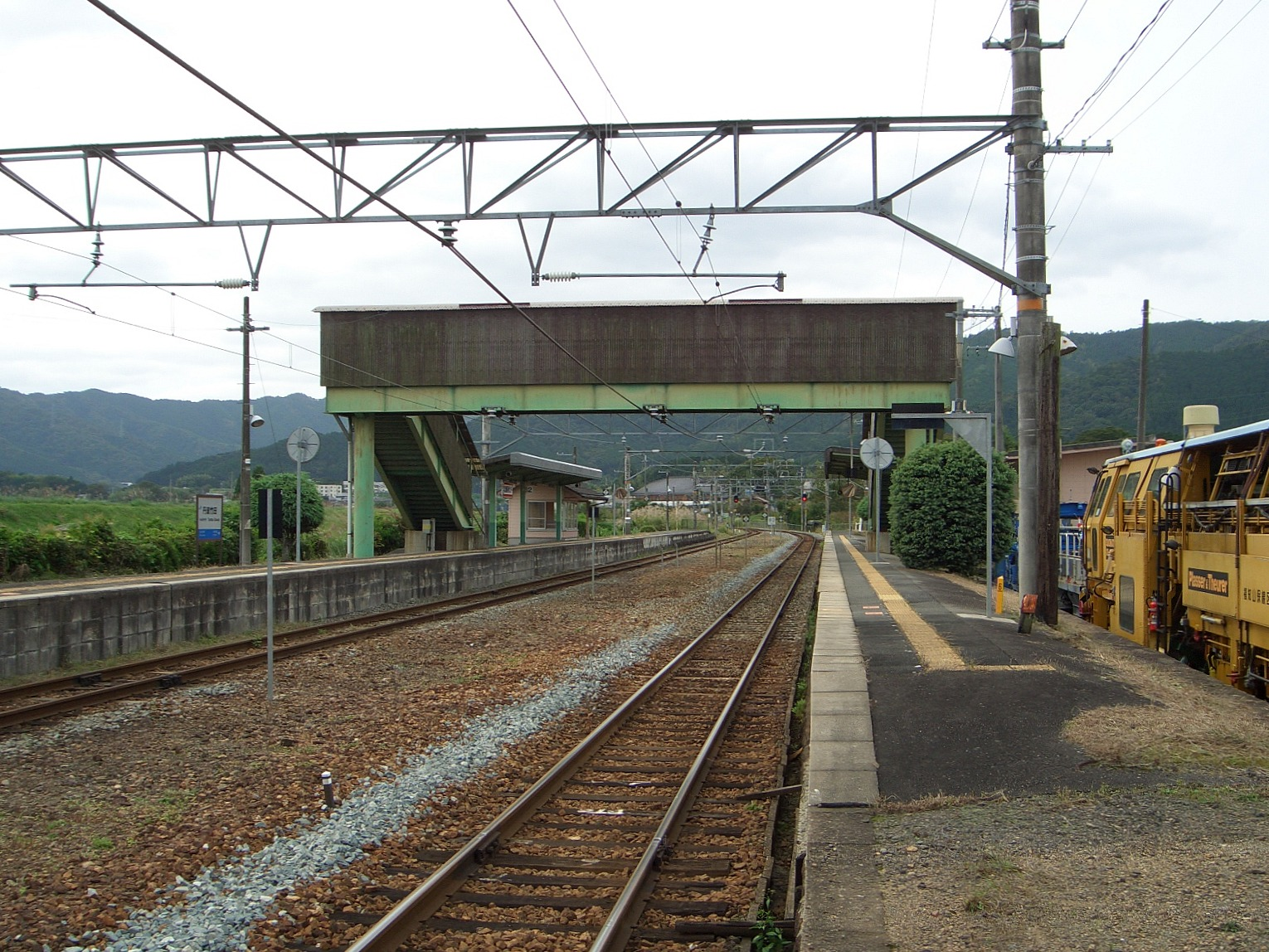
ホーム（2008年10月）
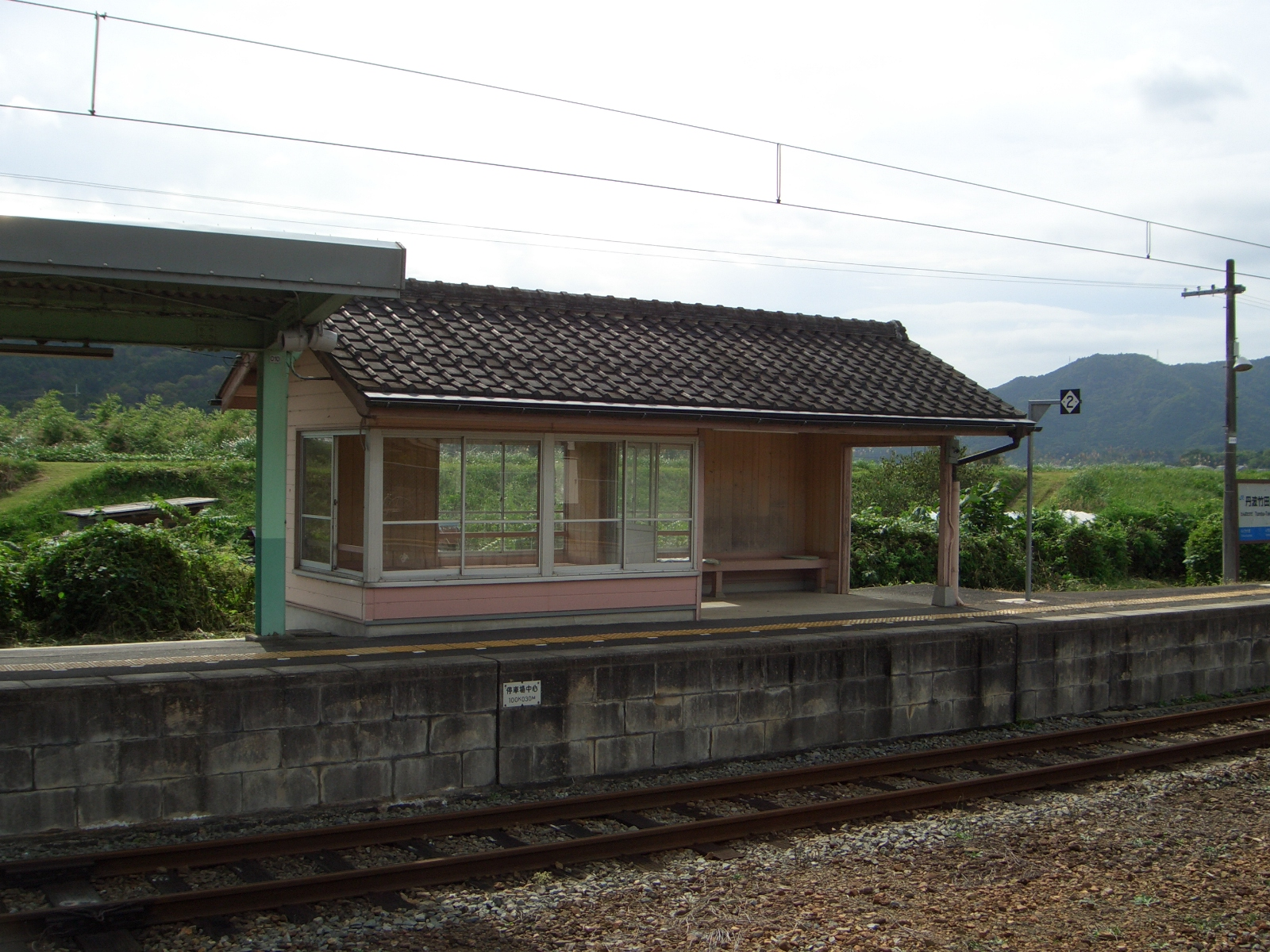
2番線の待合室（2008年10月）
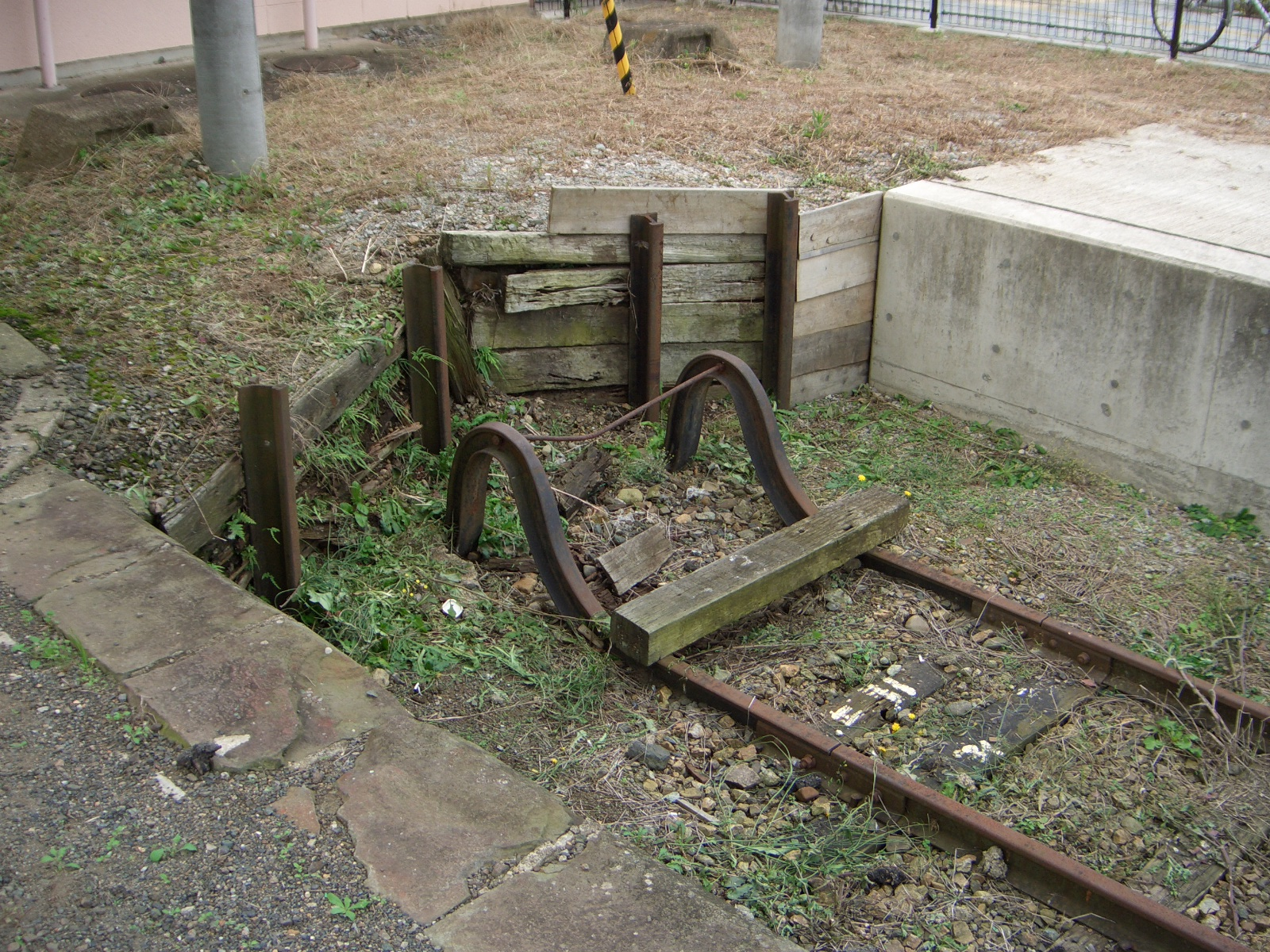
車止め（2008年10月）

## 利用状況
「兵庫県統計書」によると、2016年（平成28年）度の1日平均乗車人員は156人である。
近年の1日平均乗車人員は以下の通りである。
| 年度   | 1日平均 乗車人員 |
| ------ | ---------------- |
| 1999年 | 191              |
| 2000年 | 188              |
| 2001年 | 180              |
| 2002年 | 183              |
| 2003年 | 182              |
| 2004年 | 179              |
| 2005年 | 175              |
| 2006年 | 162              |
| 2007年 | 154              |
| 2008年 | 153              |
| 2009年 | 154              |
| 2010年 | 165              |
| 2011年 | 163              |
| 2012年 | 162              |
| 2013年 | 169              |
| 2014年 | 155              |
| 2015年 | 159              |
| 2016年 | 156              |

## 駅周辺
北側は県道沿いを中心に住宅街が広がっているが、南側一帯は田園地帯が続いている。
- 西山酒造場[7]
- 丹波警察署中竹田駐在所
- 中竹田郵便局
- 丹波市立竹田幼稚園
- 丹波市立竹田小学校
- 丹波市立スポーツピアいちじま - 全国高等学校女子硬式野球選手権大会の主会場。
- 国道175号（竹田バイパス）
- 兵庫県道170号丹波竹田停車場線
- 兵庫県道708号岩崎市島線
- 竹田川

「天空の城」として有名になった国史跡・竹田城跡の最寄り駅は播但線の竹田駅であり、当駅ではない。駅名が似ていることため、たまに誤って当駅で下車してしまう観光客も見られる。なお、当駅の所在する丹波市市島町中竹田と、竹田城のある朝来市和田山町竹田は同じ兵庫県内ではあるが離れた場所にあり、別の地域である。

## 隣の駅
西日本旅客鉄道（JR西日本）
 福知山線
■丹波路快速・■普通
市島駅 - 丹波竹田駅 - 福知山駅
- 隣の福知山駅とは8.3km離れており、線内では最も駅間距離が長い。